# 浦邊雅祥
浦邊 雅祥 （うらべ まさよし、1965年 - ）は、日本の音楽家。主にアルト・サクソフォーンを演奏する。
高校生のときに偶然入ったジャズ喫茶で聞いたビリー・ホリデイをきっかけに音楽を始める。二十歳でアルト・サクソフォーンを手にする。
2006年に三上寛、石塚俊明らと共に三社（Sanjah）を結成。

## 主な共演者
- 友川かずき
- 三上寛
- 石塚俊明
- 光束夜
- 灰野敬二
- 向井千恵
- パク・チャンス
- JUNKO（非常階段）

## ディスコグラフィ

### リーダー・アルバム
- 『浦邊雅祥ソロ』 - Masayoshi Urabe: Solo (1996年、PSF)
- 『The Dark Spot』 - The Dark Spot (1997年、PSF) ※with 光束夜
- Duo 1988 (1999年、Siwa) ※with 長谷川洋
- 『獣』 - A Brute (2001年)
- 『幻聴』 - Urklang (2002年、Tiliqua)
- Sōingyokusaiseyo (2002年、Élevage De Poussière)
- Urabe Smith (2002年、Paratactile) ※with ゲイリー・スミス
- 『我は聖代の狂生ぞ』 - Ware Wa Seidai No Kyōjyō Zo (2003年、PFS)
- 『真夏の旗』 - The Flag Of Midsummer (2008年、PFS)
- Ecstasy Of The Angels (2009年、Opposite) ※with JUNKO、ミッシェル・アンリッツィ
- 『夏の背骨』 - The Back Bone Of Summer (2010年、PFS) ※with 石塚俊明
- The Abolition Port (2010年、Songs From Under The Floorboards) ※with 桑山清晴
- Heteroptics (2011年、Songs From Under The Floorboards) ※with 桑山清晴
- Swing Low, Sweet Silence (2011年、An'archives) ※with JUNKO
- Kampanerura = かむぱねるら (2012年、Utech)
- Barcelona Express Live 2004 (2013年、8mm) ※with 福岡林嗣
- What Hasn't Come Here, COME! (2019年、Relative Pitch)
- Mobilis In Mobili (2020年、An'archives)

### 三社
- 『無線/伊豆』 - Musen/Is (2006年、PSF) ※with 三上寛、石塚俊明
- Wandering Songs (2021年、Lenka lente) ※三上寛ソロとのカップリング

### 映像作品
- 『Rock'N'Roll Breathing』 - Rock'N'Roll Breathing (2001年、There)
- 『Dual Anarchism』 - Dual Anarchism (2002年、There) ※with 向井千恵